# الضريح الروماني المحاذي للزاوية بوفطيس
 الضريح الروماني المحاذي للزاوية بوفطيس  هو معلم أثري تونسي مصنف من قبل المعهد الوطني للتراث يقع في ولاية سليانة في الشمال الغربي التونسي، تحديدا في مدينة بوفطيس تم تصنيف المعلم في يوم 7 ديسمبر 1892 .

## مقالات ذات صلة
- قائمة المعالم الأثرية المصنفة في تونس